# Melasina craterodes
Melasina craterodes är en fjärilsart som beskrevs av Edward Meyrick 1917. Melasina craterodes ingår i släktet Melasina och familjen säckspinnare. Inga underarter finns listade i Catalogue of Life.